# Храм иконы Божией Матери «Нечаянная радость» в Марьиной Роще
Храм иконы Божией Матери «Нечаянная Радость» в Марьиной Роще — православный храм в районе Марьина Роща города Москвы. Относится к Троицкому благочинию Московской епархии Русской православной церкви. Построен в 1899—1904 годах в стиле русских храмов XVII века. При церкви открыты воскресная школа для детей и взрослых, приходская библиотека, редакция газеты «Православная Москва». Храм действует без перерывов с момента постройки. Здание церкви на государственной охране не состоит.

## История
Храм построен в 1899—1904 годах на средства жителей Марьиной Рощи на земле, подаренной графом Александром Шереметевым. 20 июня 1904 года митрополит Московский и Коломенский Владимир (Богоявленский) совершил его освящение. В 1912 году звонница церкви была надстроена по проекту архитектора Ю. Ф. Дидерихса. В 1930-е годы церковь не закрывалась; колокола, кроме снятого большого, сохранились на колокольне, но звонить в них долгое время было запрещено.

## Престолы
- Главный — иконы Божией Матери «Нечаянная Радость»
- Придел свт. Николая Чудотворца
- Придел свт. Иоанна Новгородского

## Святыни
- Чудотворная икона Божией Матери «Нечаянная Радость» (XIX век)
- Икона с мощами мч. Трифона

## Духовенство
- Филипп (Симонов) (осень 1998 — ?)